# Moschea di Haji Ali
La moschea di Haji Ali (in urdu: حاجی علی درگاہ , in marathi: हाजी अली दर्गा, in hindi: हाजी अली दरगाह, in gujarati: હાજી અલી દરગાહ) è la principale moschea di Bombay. La moschea è situata su una isoletta della baia di Bombay, accessibile dalla terraferma solo durante le basse maree. La moschea contiene anche la tomba (dargah) del santo musulmano Sayed Pīr Haji Ali Shah Bukhari.

## Storia
La moschea fu costruita nel 1431 in memoria di un ricco mercante musulmano, Sayyed Pīr Haji Ali Shah Bukhari, che offrì ai poveri tutti i suoi averi prima di iniziare il proprio pellegrinaggio alla Mecca. Proveniente da Bukhara, nell'antico impero persiano e ora in Uzbekistan, Bukhari aveva viaggiato a lungo tra i paesi musulmani del XV secolo, prima di stabilirsi a Bombay.